# Conclaaf

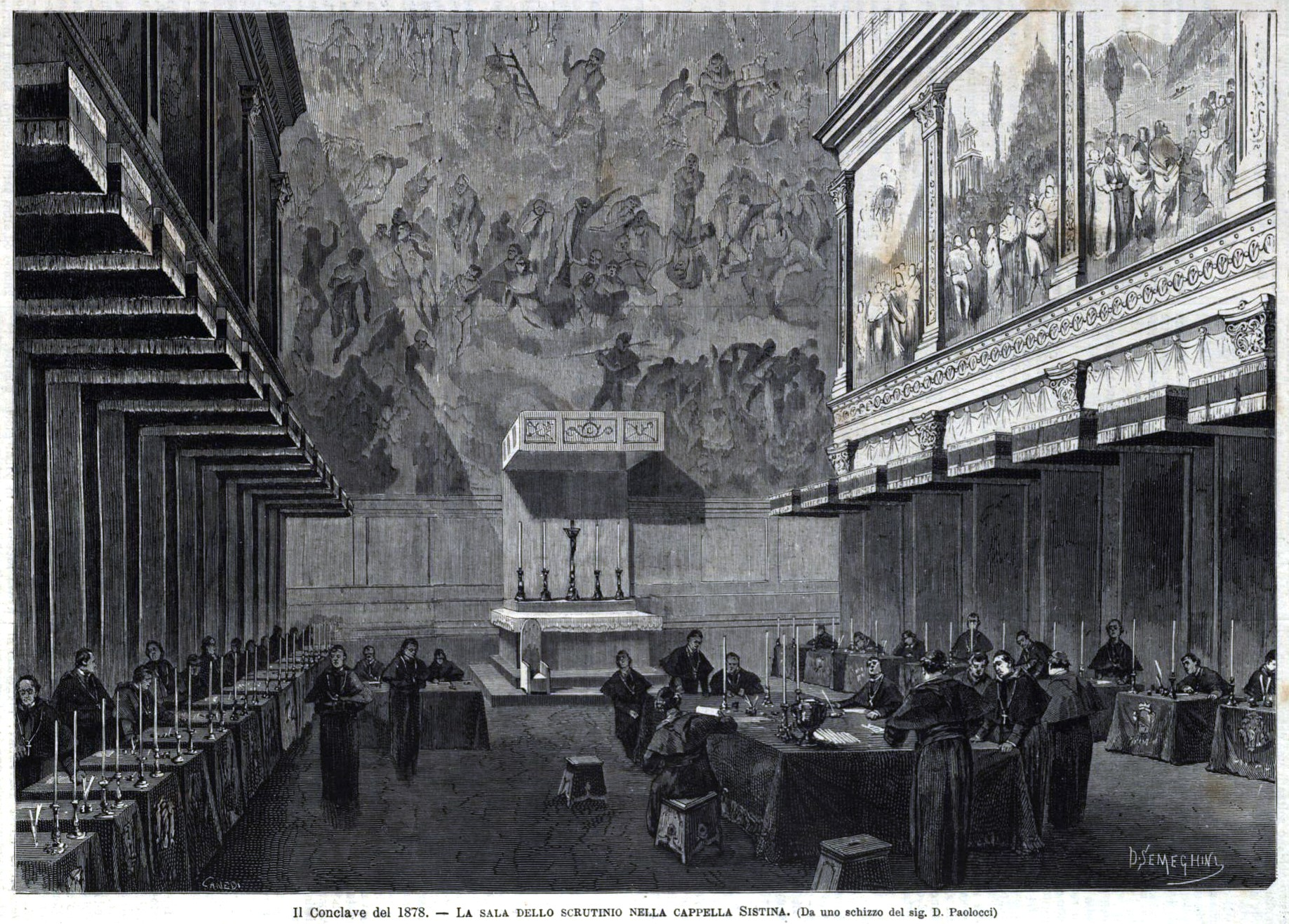
Conclaaf van 1878 in de Sixtijnse Kapel.

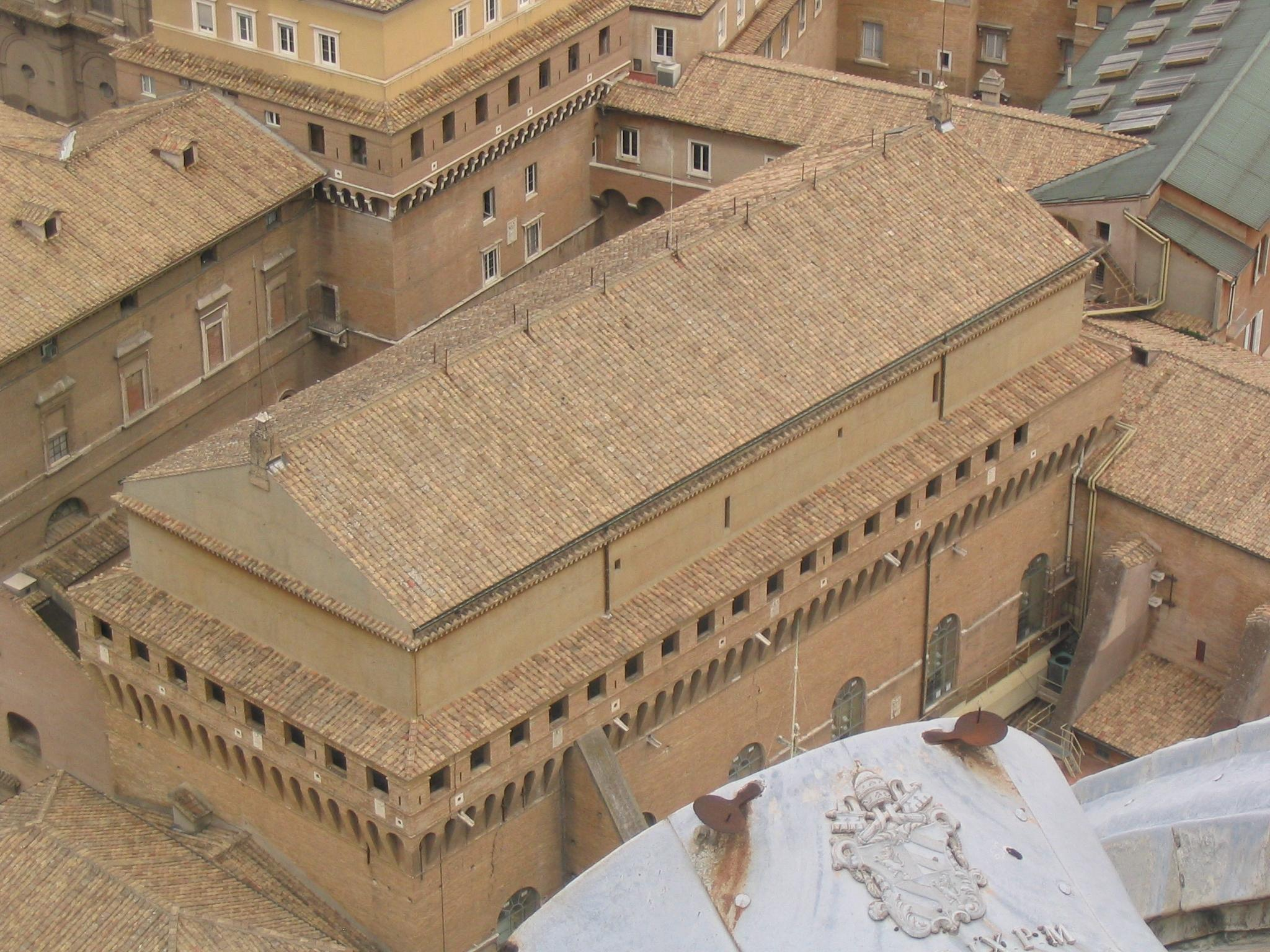
Buitenaanzicht Sixtijnse Kapel.

Een conclaaf of conclave (Latijn: cum clave, met sleutel, dat wil zeggen achter gesloten deuren of achter slot en grendel) is de plaats waar de kiesgerechtigde kardinalen van de Rooms-Katholieke Kerk bijeenkomen om de paus te kiezen. Met het nodige dienstpersoneel en hun gevolg (conclavisten) zijn zij van elk contact met de buitenwereld afgesloten om zo iedere beïnvloeding te vermijden. Ook de vergadering zelf van de kardinalen en de tijdsruimte eraan besteed wordt conclaaf genoemd. Deze conclaven vinden sinds 1878 altijd plaats in de Sixtijnse Kapel in Vaticaanstad.

## Ontstaansgeschiedenis
Tot het jaar 1059 werd de paus gekozen door de geestelijke stand en het volk van Rome. In dat jaar vaardigde paus Nicolaas II de pauselijke bul In Nomine Domini uit, waarin hij bepaalde dat de kardinaal-bisschoppen de nieuwe paus zouden kiezen. De overige kardinalen moesten met dit besluit unaniem akkoord gaan. Gebeurde dat niet, dan werd een andere kandidaat gezocht. In de periode 1059-1294 werd nog niet altijd gesproken van een conclaaf, maar over een pausverkiezing, aangezien de kiesgerechtigde kardinalen niet altijd werden opgesloten. Vanaf 1294 gebeurde dit steevast wel.
De toepassing van een pausverkiezing die min of meer voldeed aan het besloten karakter van een conclaaf vond voor het eerst plaats van 16 tot 18 juli 1216, na de dood van paus Innocentius III. De bevolking van Perugia, de stad waar het College van Kardinalen zich had verzameld, besloot de kiesheren op te sluiten in het Palazzo delle Canoniche om zo een snelle verkiezing zonder inmenging van buitenaf te bewerkstelligen. Deze opzet slaagde, zij het dat ook de verkiezingsprocedure was aangepast: op voordracht van het gehele college werden twee kardinalen aangewezen, die een in hun ogen geschikte opvolger kozen. Deze verkiezingsvorm (Latijn: per compromissum) was in het decreet Compilationes door paus Innocentius III in 1215 vastgelegd en had tot doel de duur van de sedisvacatie tot een minimum te beperken, zoals bepaald tijdens het Vierde Lateraans Concilie.
Ook tijdens de pausverkiezing van 1241 was sprake van een gedwongen opsluiting van het kiescollege, ditmaal in het Septizonium te Rome en op last van de Romeinse senator Orsini. De condities waaronder de verkiezing werden gehouden waren slecht, veroorzaakt door de gebrekkige hygiënische omstandigheden binnen de afgesloten ruimte. In een protestbrief van de kardinalen kwam onder meer naar voren dat bewakers op het dak urineerden, wat via spleten in de overlegruimte sijpelde. De dood van kardinaal Robert Somercotes tijdens de sedisvacatie alsook de vroegtijdige dood van de gekozen paus Celestinus IV – die slechts 17 dagen paus was - zouden een rechtstreeks gevolg zijn geweest van deze omstandigheden.
| Verkiezingsperiode           | Duur van sedisvacatie (dagen) |
| ---------------------------- | ----------------------------- |
| Conclaaf van 1276 (januari)  | 11                            |
| Conclaaf van 1276 (juli)     | 19                            |
| Pausverkiezing van 1276      | 21                            |
| Pausverkiezing van 1277      | 189                           |
| Pausverkiezing van 1280-1281 | 184                           |
| Pausverkiezing van 1285      | 5                             |
| Pausverkiezing van 1287-1288 | 325                           |
| Pausverkiezing van 1292-1294 | 822                           |

De verkiezing van 1268 te Viterbo begon op 30 november en luidde de langstdurende sedisvacatie in die uiteindelijk tot 10 februari 1272 zou duren. De aanhoudende strijd tussen de Italiaanse en Fransgezinde kardinalen bracht de bevolking van Viterbo ertoe om op 8 januari 1270 de verkiezingsruimte af te sluiten van de buitenwereld. In opdracht van de burgemeester werden later aanvullende maatregelen genomen: zo werd het dak deels verwijderd en werden de kardinalen op rantsoen gezet: water en brood. Pas na de benoeming van een comité van zes kardinalen, die een kandidaat moesten voordragen, kwam de verkiezing in een stroomversnelling. Uiteindelijk werd gekozen voor een niet-kardinaal, Tebaldo Visconti, die de naam Gregorius X aannam.
Het was onder de nieuwe paus dat de voorschriften voor een te houden conclaaf in 1274 werden vastgelegd in de apostolische constitutie Ubi Periculum. Hierin werd de beslotenheid van een verkiezing beschreven, die vrij moest zijn van enige inmenging van buitenaf. De aanvullende strenge regels, die onder andere betrekking hadden op de voedselrantsoenen tijdens het conclaaf, leidden ertoe dat tijdens het eerstvolgende conclaaf van 1276 de verkiezing slechts één dag duurde.
Verzet van de kardinalen tegen de bepalingen van Ubi Periculum werd al duidelijk tijdens het pontificaat van Adrianus V, die van plan was om die constitutie te schrappen. Zijn vroegtijdige dood, namelijk na een pontificaat van slechts 37 dagen, betekende dat zijn opvolger Johannes XXI de uiteindelijke opschorting moest bekrachtigen, wat hij ook deed met de constitutie Licet van 20 september 1276. Als voornaamste reden voor afschaffing werd gegeven dat de bepalingen in Ubi Periculum voor de deelnemers ondraaglijk waren en daardoor een goede voortgang van een pausverkiezing in de weg zouden staan.
Met uitzondering van de pausverkiezing van 1285 resulteerden de overige in lange periodes van sedisvacatie, met als dieptepunt die van 1292-1294, die 822 dagen duurde. Uiteindelijk werd ook tijdens deze verkiezing een niet-kardinaal gekozen, Pietro da Morrone, die zelf opgeroepen had tot een snelle beslissing inzake de opvolging van de paus. Een van zijn eerste (en weinige) besluiten als paus Celestinus V was de herinvoering van de constitutie Ubi Periculum, dit tot groot ongenoegen van de kardinalen. Zijn opvolger, Bonifatius VIII, zou uiteindelijk het decreet laten opnemen in het kerkelijk wetboek.
In de daaropvolgende eeuwen bleek echter dat het conclaaf niet per se een snelle pauskeuze kon garanderen. Hoewel beïnvloeding door wereldlijke leiders uitdrukkelijk verboden was, waren het juist vooral zij die via de kardinalen hun stempel probeerden te drukken op het verloop van de verkiezing van een nieuwe paus. Meest in het oog springend is daarbij de periode 1305-1378, een periode waarin alleen Franse pausen werden gekozen, doordat de zetel van het pausschap zich te Avignon bevond en onder grote invloed stond van de Franse koningen. Onder andere door de grote rivaliteit tussen de Franse kardinalen onderling zou het eerste conclaaf op Franse bodem toch het langstdurende conclaaf in de geschiedenis worden en 828 dagen duren.

## Huidige procedure
De kiesgerechtigde leden van het College van Kardinalen komen bij elkaar ten vroegste vijftien dagen na het overlijden of aftreden van de vorige paus. Alleen de kardinalen die op de dag voorafgaand aan de sedisvacatie de leeftijd van tachtig jaar niet hebben bereikt, mogen aan het conclaaf deelnemen. Deze leeftijdsgrens is ingesteld door paus Paulus VI in 1975. De gekozene hoeft overigens zelf strikt genomen geen kardinaal te zijn, maar dat is sinds de verkiezing van de aartsbisschop van Bari, Bartolommeo Prignano, die de naam Urbanus VI (1378-1389) aannam, niet meer voorgekomen. Sterker nog: de gekozene hoeft zelfs nog niet gewijd te zijn; is hij geen bisschop, dan wordt hij, zodra hij het pausambt aanvaardt, direct gewijd tot bisschop (van Rome). De kans dat iemand verkozen wordt die zelf niet op dat bewuste conclaaf aanwezig was, is zo goed als nihil.
Het conclaaf en de stemming worden in beginsel geleid door de deken van het College van Kardinalen.
De sedisvacatio (Latijn voor lege stoel) is de periode tussen het overlijden (of het aftreden) van de paus en de verkiezing van een nieuwe paus. Gedurende deze periode is er feitelijk geen paus en leidt het College van Kardinalen gezamenlijk de Katholieke Kerk. In Universi Dominici Gregis, een document over de pausverkiezing uit 1996, geeft Paus Johannes Paulus II aan dat het conclaaf niet eerder dan vijftien dagen na de dood van de vorige paus mag beginnen en alleen bij uitzondering later. Over de exacte termijn tussen het aftreden van een paus en de beraadslaging over diens opvolger werd niets vastgesteld, maar vooraleer die plaats mag vinden moeten wel alle stemgerechtigde kardinalen aanwezig zijn. Stemgerechtigd zijn die kardinalen die jonger zijn dan tachtig jaar. Deze kardinalen zijn evenzeer stemplichtig. Zij mogen alleen afwezig zijn bij ziekte, of door andere zwaarwegende omstandigheden, zulks ter beoordeling van het College van Kardinalen. Als een kardinaal door ziekte afwezig is bij het begin van het conclaaf, kan hij later alsnog worden toegelaten. Dit geldt niet voor kardinalen die dan zonder geldige reden afwezig zijn.
Voor het conclaaf komen alle stemgerechtigde kardinalen ter wereld naar Rome en maken zij onderling door stemming uit wie de nieuwe paus wordt. Deze plechtigheid vindt altijd plaats in de Sixtijnse Kapel, vlak bij de Sint-Pieter. Alle kardinalen worden opgesloten, samen met het nodige dienstpersoneel en hun gevolg, de conclavisten. De kardinalen mogen geen contact hebben met de buitenwereld. Tot 2005 verbleven de kardinalen letterlijk achter gesloten deuren. In een afgeschermd gedeelte van het Apostolisch Paleis, nabij de Sixtijnse Kapel, waren cellen ingericht, met een eenvoudig bed en een bescheiden wasgelegenheid. In 1996 kwam de Domus Sanctae Marthae (Het Huis van de Heilige Martha) gereed, een speciaal voor het conclaaf gebouwd gastenverblijf, buiten het Apostolisch Paleis. De kieskardinalen brengen daar sinds het Conclaaf van 2005 de nacht door en worden 's ochtends met een bus naar de Sixtijnse Kapel gebracht. In Universi Domini Gregis (De Gehele Kudde van de Heer) heeft de paus bepaald dat de kardinalen niet benaderd mogen worden door derden tijdens dat transport. Ook werd verordend dat de televisie-, radio- en telefoonverbindingen in de Domus Sanctae Marthae onklaar gemaakt moeten worden. Daarnaast moeten de kardinalen hun telefoons, tablets en laptops inleveren om contact met de buitenwereld te voorkomen. 
Tijdens de novemdiales (bij overlijden van de paus) of de dagen na het aftreden voeren de kardinalen campagne waarbij ze van gedachten wisselen over de toekomst van de Rooms-Katholieke Kerk en wie deze zal leiden. Hierbij moeten ze een eed van geheimhouding afleggen om ervoor te zorgen dat deze informatie niet uitlekt. Ook voorafgaand aan het conclaaf moeten zij deze eed afleggen.
De kardinalen beginnen de verkiezing met een Heilige Mis, genaamd Pro Eligendo Pontifice (Voor de keuze van de Pontifex) ter ere van de Heilige Geest. In deze mis wordt de Heilige Geest gesmeekt een goede keuze mogelijk te maken. Deze mis wordt rechtstreeks op tv uitgezonden en de mensen op het Sint-Pietersplein zien hem op grote schermen op het plein. Zo kunnen de mensen buiten en de mensen die niet in Rome zijn meebidden voor een goede keuze. Deze mis vindt plaats in de Sint-Pietersbasiliek.
Tijdens het in processie naar binnentreden in de Sixtijnse Kapel wordt de Litanie van alle Heiligen gereciteerd. Nadien zweren alle kardinalen individueel een eed, waarbij ze de rechterhand op de bijbel leggen:
De formule van deze eed luidt:

Et ego [voornaam] Cardinalis [familienaam] spondeo, voveo ac iuro. Sic me Deus adiuvet et haec Sancta Dei Evangelia, quae manu mea tango.

De vertaling daarvan is:

En ik, [voornaam] Kardinaal [familienaam], beloof, verbind mij en zweer. Zo helpe mij God en deze Heilige Evangeliën die ik met mijn hand aanraak.

Met deze eed beloven ze om alle zaken rond het conclaaf geheim te houden.

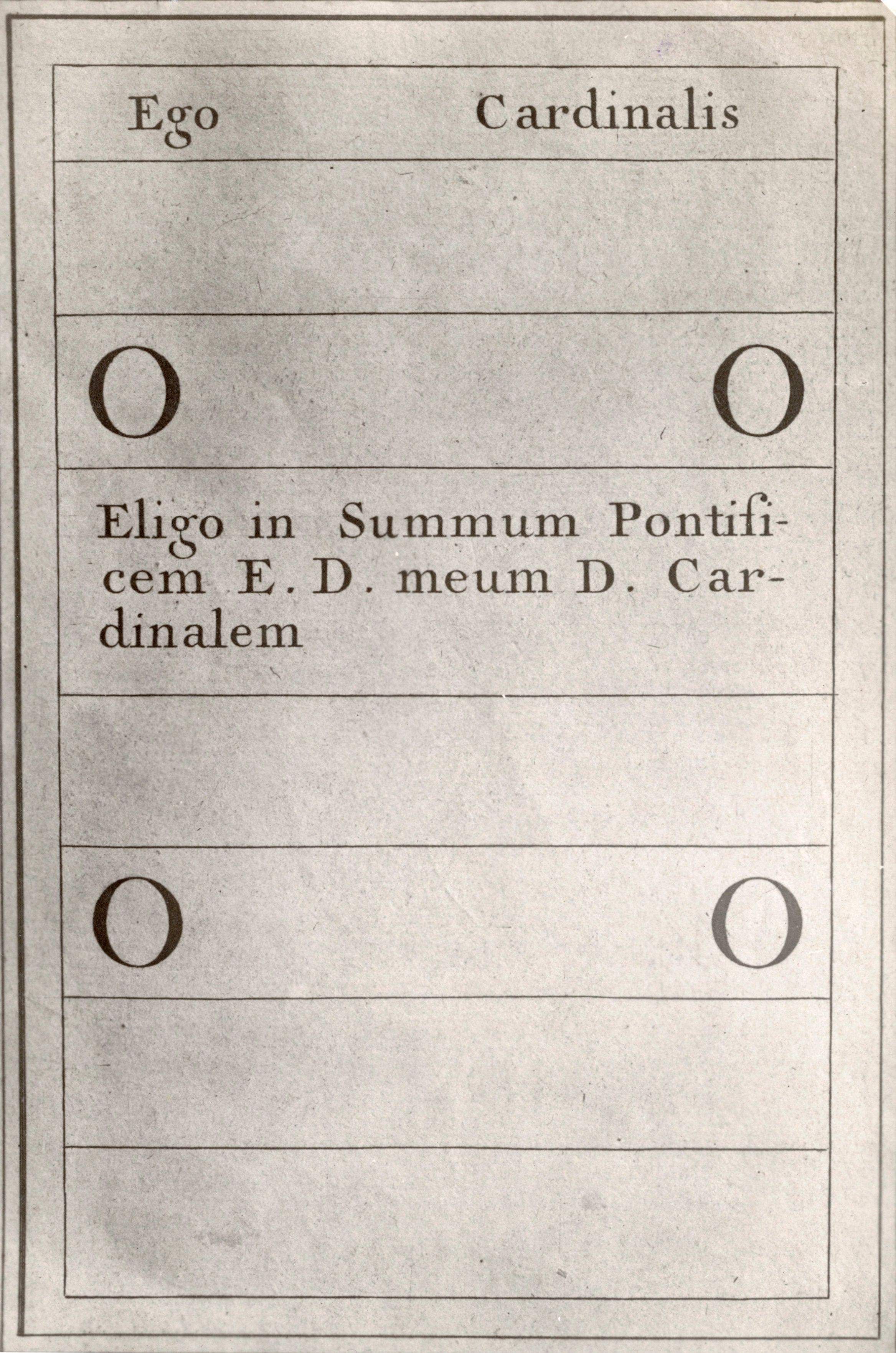
Een stembriefje waarop de keuze voor een nieuwe paus wordt aangegeven.

Daarna begint de stemming. Bij elke stemronde krijgt een kardinaal een briefje waarop hij de naam van zijn kandidaat schrijft. Hij loopt dan met dat briefje omhoog naar het altaar voor het Laatste Oordeel (van Michelangelo) en stopt het briefje in een miskelk. Kardinalen die door ziekte niet in de Sixtijnse Kapel kunnen zijn, stemmen op hun kamer in de Domus Sanctae Marthae. Hiervoor worden drie zgn. Infirmarii gekozen die aan deze kardinalen een stembriefje geven dat zij dan kunnen invullen en in een speciaal doosje kunnen doen. De Infirmarii nemen dit doosje dan mee naar de Sixtijnse Kapel. Tussen de stemrondes door wordt er gebeden. Als er na één ronde nog geen kandidaat met twee derde van het aantal stemmen is verkozen, volgen er zolang geen paus is gekozen iedere dag daarna steeds vier stemmingen per dag: twee in de voormiddag en twee in de namiddag. Ongeveer om de drie dagen wordt er niet gestemd, dan is er ruimte voor rust en bezinning.
Als na 30 stemronden nog geen nieuwe paus is verkozen, kan de camerlengo (pauselijke kamerheer), in overleg met de kardinalen, besluiten om de norm voor verkiezing te verlagen naar een gewone meerderheid van de stemmen (de helft plus 1). Als de norm is verlaagd, kan gekozen worden of er een nieuwe stemronde plaatsvindt of dat de keuze beperkt blijft tussen de twee kardinalen die in de laatste stemronde de meeste stemmen gehaald hebben.
Op 26 juni 2007 draaide de toenmalige paus Benedictus XVI een aanpassing van zijn voorganger terug door de mogelijkheid te schrappen van de gewone meerderheid in plaats van de tweederdemeerderheid na 33 of 34 vergeefse stemrondes.

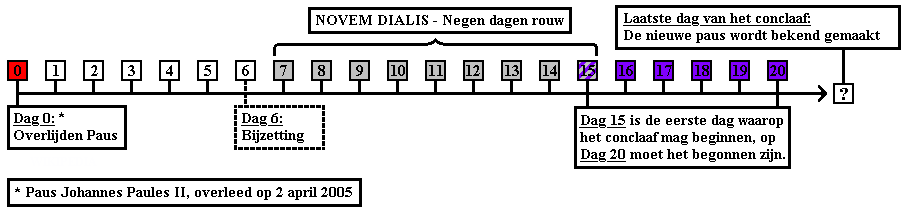
Verloop van de gebeurtenissen van het conclaaf van 2005

## Conclavisten
Behalve de kiesgerechtigde kardinalen mogen de volgende personen bij het conclaaf aanwezig zijn:
- de secretaris van het college van kardinalen, die de taak vervult van secretaris van het conclaaf;
- de vicaris-generaal van de Paus voor Vaticaanstad met, naar believen van het college van kardinalen, een of meer helpers in het officie van de sacristie;
- de pauselijke ceremoniemeester met de pauselijke ceremoniarii;
- een geestelijke om de kardinaal-deken of de kardinaal die zijn plaatsvervanger is bij te staan;
- enkele priesters-religieuzen, opdat er voldoende gelegenheid is om te biechten in de voornaamste talen;
- twee dokters, waarvan de een chirurg is en de ander algemeen geneesheer, met een of twee verpleegkundigen;
- de architect van het conclaaf en twee technici;
- drie Infirmarii om de stemmen te verzamelen van zieke kardinalen die zelf niet naar de Sixtijnse Kapel kunnen komen.[14]
- de kolonel en majoor van de Pauselijke Zwitserse Garde;[18]
- de directeur van de veiligheidsdiensten van Vaticaanstad en enkele van zijn assistenten.[18]

Aan de kiesgerechtigde kardinalen is het niet geoorloofd conclavisten of persoonlijke dienaren, hetzij leken of geestelijken, mee te nemen. Alleen in een bijzonder geval en bij wijze van uitzondering om ernstige reden van gebrekkige gezondheid kan dit worden toegestaan.
Voor al de conclavisten gelden duidelijke regels. Zij leggen tevens de eed van geheimhouding af.

## Rook

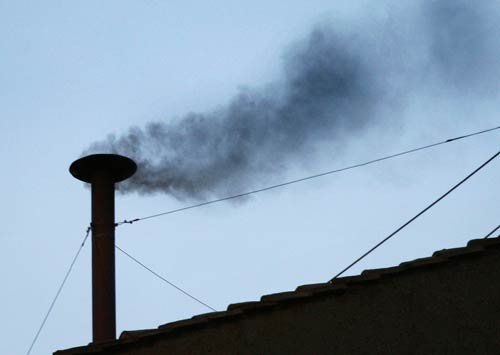
Zwarte rook uit de schoorsteen van de Sixtijnse Kapel in 2005

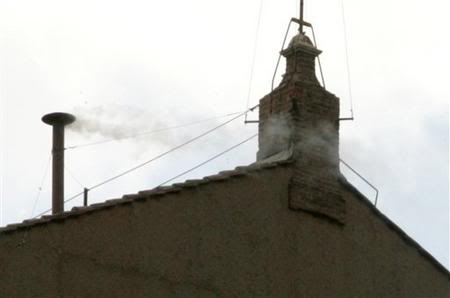
En de witte rook na de verkiezing van een paus

Of een stemming al of nog niet tot een nieuwe paus heeft geleid, kan sinds 1823 worden afgeleid door middel van rooksignalen die ontstaan bij het verbranden van de stembriefjes na elke stemronde. Aanvankelijk was er slechts onderscheid tussen veel of weinig rook, doordat er na een mislukte stemronde - ofwel bij het niet bereiken van een tweederdemeerderheid - meer papier verbrand werd dan bij een gelukte.
Vanaf het conclaaf van 1914 kwam er onderscheid tussen witte en zwarte rook. Dat jaar werd besloten dat aan het eind van het conclaaf alle papieren verbrand moesten worden, dus niet alleen de stembriefjes. Hierdoor ontstond er bij de gelukte stemronde juist meer rook dan bij een mislukte. Om de toeschouwers het onderscheid te kunnen laten maken, werd voor een mislukte stemronde teerpek aan het papier toegevoegd, wat zwarte rook veroorzaakte, en bij een gelukte stemronde werd nat stro toegevoegd, voor het maken van witte rook. Zwarte rook betekende sindsdien dat er nog geen beslissing was gevallen, witte rook wilde voortaan zeggen dat er een nieuwe paus is.
De kleur van de rook was voor de toeschouwers echter niet altijd even duidelijk, waarop men halverwege de 20ste eeuw overstapte op chemische toevoegingen. Voor het maken van zwarte rook wordt gebruik gemaakt van kaliumperchloraat, anthraceen en zwavel, en voor de witte rook wordt een mengsel van kaliumchloraat, lactose en hars gebruikt. Het effect van de chemicaliën op de kleur van de rook houdt ongeveer een minuut aan.
De schoorsteen wordt speciaal voor het conclaaf op het dak van de Sixtijnse Kapel geplaatst en nadien terug verwijderd, en aangesloten op twee kacheltjes: een voor het verbranden van de stembriefjes en een voor de chemische toevoegingen.
Sinds het conclaaf van 2013 wordt slechts één kacheltje gebruikt, samen met een speciaal apparaat. Met dit apparaat kunnen dan tijdens het verbranden van de stembriefjes bovengenoemde chemicaliën worden toegevoegd aan de rook, zodat deze zwart of wit wordt gekleurd.
Bij het conclaaf van 2005 werd ingevoerd dat in combinatie met de witte rook ook de klokken van de Sint-Pietersbasiliek geluid worden, om eventuele onzekerheid weg te nemen over de kleur van de rook.
Helaas werkte dit bij voornoemd conclaaf niet helemaal zoals gepland, want de rook was duidelijk wit, maar het duurde erg lang voor de klokken begonnen te luiden. Bij het conclaaf van 2013 ging dit echter wel op de juiste manier en bovendien was de witte rook duidelijker dan de voorafgaande keer, hetgeen ook nog werd vergemakkelijkt door het feit dat het donker was toen de witte rook verscheen. Het conclaaf was in 2013 ten slotte een maand eerder dan in 2005. Hierdoor was beter te zien dat de rook inderdaad wit was, waardoor er geen verwarring kon ontstaan, zoals bij de vorige pausverkiezing het geval was. Ook tijdens het conclaaf van 2025 verliep deze procedure goed en ook toen was de witte rook duidelijk te zien. Dit conclaaf vond een maand later plaats dan het conclaaf van 2005, maar op het moment dat de witte rook verscheen was de lucht blauw, zodat deze goed te zien was.
De rook die uit de schoorsteen van de Sixtijnse Kapel komt (zwart of wit) wordt rechtstreeks uitgezonden op tv en is ook te zien via een livestream op YouTube, zodat ook de mensen die niet in Rome zijn kunnen zien of er al een nieuwe paus is gekozen of niet. Deze stream is ook te zien op een groot scherm dat op het Sint-Pietersplein staat. Hierop kunnen  de mensen die de schoorsteen zelf niet goed kunnen zien de rook zien om te zien of er wel of geen nieuwe paus is gekozen.

## Aanvaarding
Zodra blijkt dat een van de kardinalen de vereiste meerderheid heeft, vraagt de deken van het College van Kardinalen (of de eerste onder de kardinalen naar rang en anciënniteit) de gekozene namens het gehele college of hij zijn verkiezing aanvaardt. Zodra deze antwoordt met “Accepto” (”Ik aanvaard”) is hij formeel paus.
De pas gekozen paus wordt dan gevraagd door de kardinaal-deken, of anders de oudste kardinaal die het conclaaf voorzit: “Hoe wil je heten?“ De paus zegt daarop zijn nieuwe naam, meestal een kloosternaam. Vervolgens wordt hij naar het 'kamertje van de tranen' geleid, waar hij de pauselijke kledij aantrekt. De kardinaal-protodiaken verschijnt op het balkon van de Sint-Pieter en zegt tegen de wachtende menigte beneden de woorden “Habemus papam!” (“We hebben een paus!”).
De formule van het Habemus papam luidt:

Annuntio vobis gaudium magnum; habemus Papam! Eminentissimum ac Reverendissimum Dominum, Dominum (voornaam), Sanctae Romanae Ecclesiae Cardinalem, (achternaam), qui sibi nomen imposuit (aan te nemen pauselijke naam).

De vertaling daarvan is:

Ik verkondig u met grote vreugde; wij hebben een Paus! De meest eminente en Eerwaarde Heer, de Heer (voornaam), kardinaal van de Heilige Roomse Kerk, (achternaam), die de naam (aan te nemen pauselijke naam) heeft aangenomen.

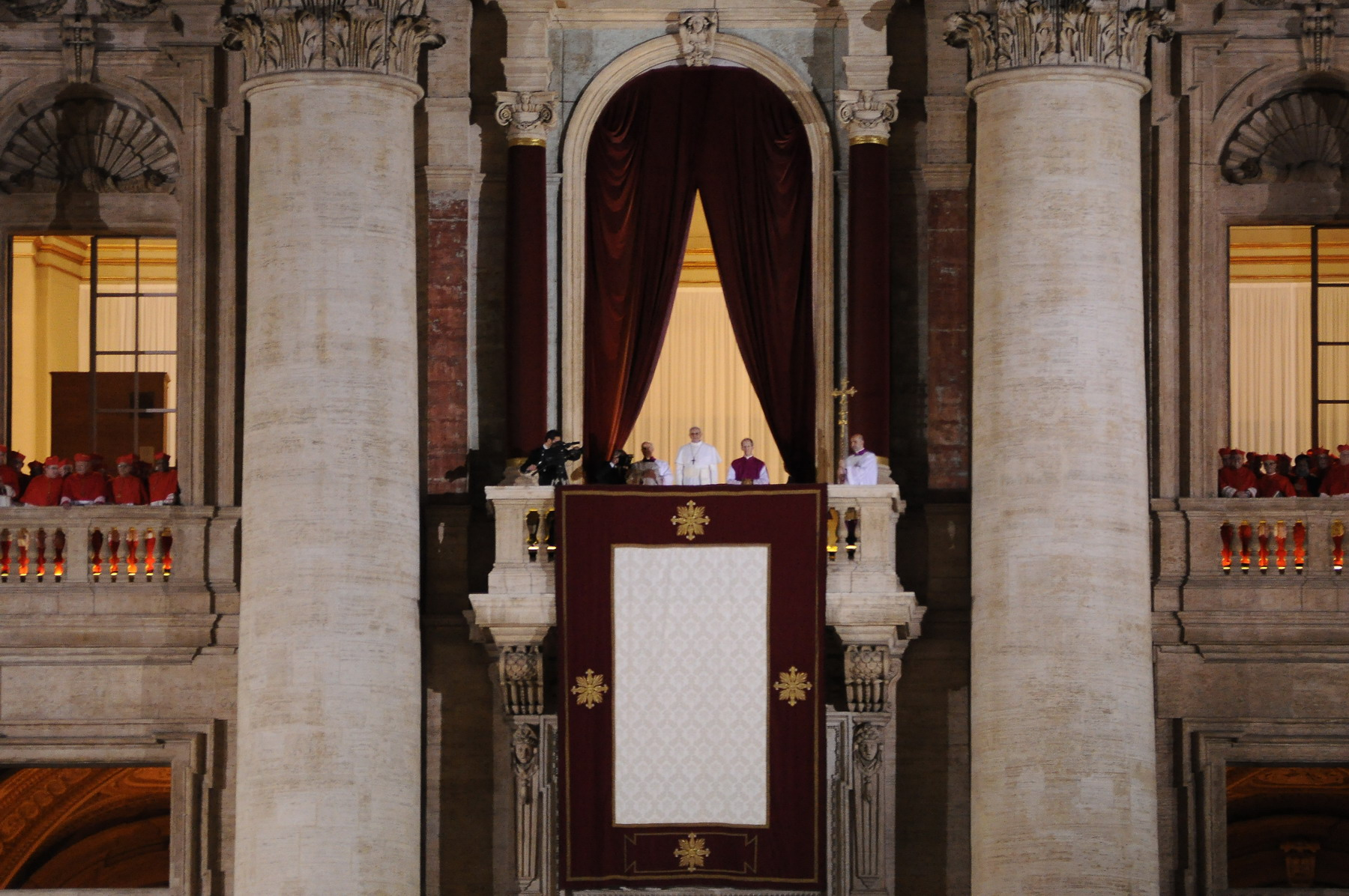
Nieuw verkozen paus Franciscus op het balkon.

De paus verschijnt daarna op het balkon en geeft dan voor het eerst de apostolische zegen Urbi et orbi. Paus Johannes Paulus II was de eerste die vóór deze zegen een korte toespraak hield. Daarna heeft ook paus Benedictus XVI dat gedaan. Paus Franciscus begon zijn eerste toespraak op het balkon met de Italiaanse woorden “buona sera”, “goedenavond”. Deze plechtigheid wordt over de hele wereld rechtstreeks op tv uitgezonden, zodat ook de mensen die niet in Rome zijn, deze kunnen zien en de zegen van de nieuwe paus in ontvangst kunnen nemen.

## Resultaten van recentste conclaven
Hieronder een overzicht van de meest recente conclaven.
| Jaar      | Verkiezing | Verkiezing | Verkozene (leeftijd bij verkiezing) | Paus               | Kiesgerechtigden | Kiesgerechtigden | Kiesgerechtigden | Kiesgerechtigden |
| Jaar      | dagen      | ronden     | Verkozene (leeftijd bij verkiezing) | Paus               | Italië           | Europa           | rest             | totaal           |
| --------- | ---------- | ---------- | ----------------------------------- | ------------------ | ---------------- | ---------------- | ---------------- | ---------------- |
| 1939      | 2          | 3          | Eugenio Pacelli (63)                | Pius XII           | 35 (56,5%)       | 20 (32,3%)       | 7 (11,3%)        | 62               |
| 1958      | 4          | 11         | Angelo G. Roncalli (77)             | Johannes XXIII     | 17 (33,3%)       | 15 (29,4%)       | 19 (37,3%)       | 51               |
| 1963      | 3          | 6          | G. Battista Montini (65)            | Paulus VI          | 29 (36,7%)       | 28 (35,4%)       | 22 (27,8%)       | 79               |
| aug. 1978 | 2          | 4          | Albino Luciani (65)                 | Johannes Paulus I  | 27 (24,3%)       | 29 (26,1%)       | 55 (49,5%)       | 111              |
| okt. 1978 | 3          | 8          | Karol Wojtyła (58)                  | Johannes Paulus II | 26 (23,4%)       | 29 (26,1%)       | 56 (50,5%)       | 111              |
| 2005      | 2          | 4          | Joseph Ratzinger (78)               | Benedictus XVI     | 20 (17,1%)       | 38 (32,5%)       | 59 (50,4%)       | 117              |
| 2013      | 2          | 5          | Jorge Mario Bergoglio (76)          | Franciscus         | 28 (24,3%)       | 32 (27,8%)       | 55 (47,8%)       | 115              |
| 2025      | 2          | 4          | Robert Francis Prevost (69)         | Leo XIV            | 17 (12,6%)       | 36 (26,7%)       | 82 (60,7%)       | 135              |

## Gebruikte gebouwen

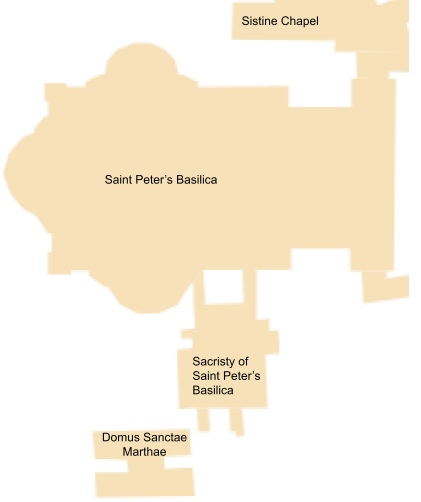
Gebouwen gebruikt bij een conclaaf.

De volgende gebouwen worden gebruikt tijdens het conclaaf:
- De synodehal voor de vergaderingen van het College van Kardinalen tijdens het preconclaaf.[28]
- Het Domus Sanctae Marthae: de verblijfplaats (in een geïsoleerd gedeelte) van de kardinalen en de conclavisten (voor en na de werkuren) tijdens het preconclaaf en het conclaaf zelf.
- Het Santa Marta Vecchia (het "oude" Santa Marta, het historische gastenverblijf): De kiesgerechtigde kardinalen verblijven ook in enkele van de leegstaande appartementen in dit gebouw naast het Domus Sanctae Marthae. Dit gebouw heeft 105 tweekamerappartementen en 26 eenpersoonskamers.[18]
- De Sint-Pietersbasiliek:
  - voor de mis Pro Eligendo Pontifice (= voor de verkiezing van de Pontifex) ‘s morgens op 7 mei 2025,
  - het balkon voor de aankondiging van de nieuwe paus: Habemus papam. De aankondiging wordt gevolgd door een korte toespraak en de zegen Urbi et Orbi.

- Het Apostolische Paleis met de Cappella Paolina (Paulinische Kapel), de kapel waar de kardinalen de mis volgen voor de eerste stemronde van de dag. Ze wordt van de Sixtijnse Kapel gescheiden door de Sala Regia, waarlangs de kardinalen in processie de Sixtijnse Kapel betreden.[29]

- De Sixtijnse Kapel: waar (tijdens de werkuren) het eigenlijke conclaaf plaatsvindt.
  - De pauselijke sacristie, genoemd Kamer der Tranen (Stanza delle lacrime)[30], voor het aankleden van de verkozen paus. De pauselijke kledij ligt hier in drie verschillende maten klaar: witte soutane, rochet, rode schoudermantel en staatsiestola, alsmede bijpassende schoenen en een ceremonieel borstkruis.[31]
  - Achter de sacristie bevindt zich een trap waarmee de paus onopvallend de Sint-Pieter kan bereiken.

De Via delle Fondamenta, die achter de Sint-Pietersbasiliek loopt, wordt tijdens het conclaaf als snelste weg gebruikt tussen de Domus Sancta Marthae en de Sixtijnse Kapel. De kiesgerechtigde kardinalen mogen daar onderweg volgens de Universi Dominici Gregis niet benaderd noch aangesproken worden. Via deze weg kunnen ook de kardinalen die slecht ter been zijn met een bus vervoerd worden.

## Varia
- Het kortste conclaaf ooit was dat van 1503, waarbij paus Julius II werd gekozen. Het duurde slechts enkele uren, volgens humanisten en protestanten doordat hij iedereen had omgekocht.
- Het langste conclaaf uit de geschiedenis duurde 829 dagen (2 jaar, 3 maanden en 7 dagen) en was het Conclaaf van 1314-1316. De pausverkiezing 1268-1271 duurde zelfs bijna 3 jaar.[bron?]
- Omdat de vooraf favoriet geachte kardinaal vaak niet werd gekozen is het gevleugeld woord ontstaan "Wie als paus het conclaaf binnengaat, komt er als kardinaal uit."
- De uitdrukking "In conclaaf gaan" wordt vaak overdrachtelijk gebruikt als men iets achter gesloten deuren wil bespreken zonder dat daar anderen bij zijn.
- De uitdrukking "Er is witte rook" wordt overdrachtelijk gebruikt als er een verwachte belangrijke beslissing is genomen.
- Vanaf 1712 gold de Romeinse adellijke familie Chigi als "beschermer van het Conclaaf". Sinds 1968 is dit nog slechts een titel zonder inhoud.
- De beroemde schoorsteen staat niet permanent op het dak van de Sixtijnse kapel, maar wordt voorafgaand aan het conclaaf door de brandweer van Rome op het dak geplaatst en na afloop weer weggehaald.[32]
- De schoorsteen van de Sixtijnse Kapel heeft een eigen X-account (met knipoog), te volgen via @PapalSmokeSmack.[33]
- De politieke thriller Conclave die in 2024 in de bioscoop verscheen, geeft een inkijkje in de gebeurtenissen tijdens een conclaaf. Het verhaal zelf is fictie, maar de rituelen en gebruiken die worden toegepast, zijn redelijk waarheidsgetrouw.
- Een andere film rond het conclaaf is Habemus Papam uit 2011. Deze film speelt zich af rond de gebeurtenissen na het conclaaf, op het moment dat de nieuwe paus is gekozen. De titel van deze film verwijst naar de Latijnse uitspraak waarmee bekend wordt gemaakt dat er een nieuwe paus is gekozen.